# Крістіан Самба
Крістіан Самба (фр. Christian Samba, нар. 23 березня 1971, Браззавіль) — конголезький футболіст, який грав на позиції воротаря. Відомий за виступами у складі конголезького клубу «Дьябль Нуарс» та івуарійського клубу «Африка Спортс», у складі якого став володарем африканського Кубку володарів кубків, а також у складі національної збірної Конго.

## Клубна кар'єра
Крістіан Самба народився в Браззавілі, та розпочав виступи на футбольних полях у 1987 році в місцевій команді «Котоко де Мфоа», а в 1989 році перейшов до одного з найсильніших клубів країни «Дьябль Нуарс», з яким двічі ставав володарем кубка країни, та в 1992 році став чемпіоном країни. У 1993 році Самба став гравцем івуарійського клубу «Африка Спортс», у складі якого ставав чемпіоном країни та володарем Кубка Кот-д'Івуару, а в 1999 році у складі івуарійського клубу став володарем африканського Кубку володарів кубків. У 2000 році Крістіан Самба став гравцем нижчолігового французького клубу «Пассі Вальє-д'Ер», у складі якого в 2004 році завершив виступи на футбольних полях.

## Виступи за збірні
У 1992 році Крістіан Самба дебютував у складі національної збірної Конго. У складі збірної того року брав участь у розіграші Кубка африканських націй, удруге брав участь у розіграші Кубка африканських націй у 2000 році, після чого до збірної не залучався. У складі головної збірної країни загалом зіграв 33 матчі.

## Титули і досягнення
- Володар африканського Кубку володарів кубків (1):

«Африка Спортс»: 1998—1999